# Tariq al-Wad
Der Tariq al-Wad (arabisch طريق الواد, DMG ṭarīq al-wād ‚Tal-Weg‘) oder Rechov HaGai (hebräisch רְחוֹב הַגַּיְא rəchōv ha-gaj, deutsch ‚Tal-Straße‘) ist eine Straße im UNESCO-Weltkulturerbe Altstadt von Jerusalem.

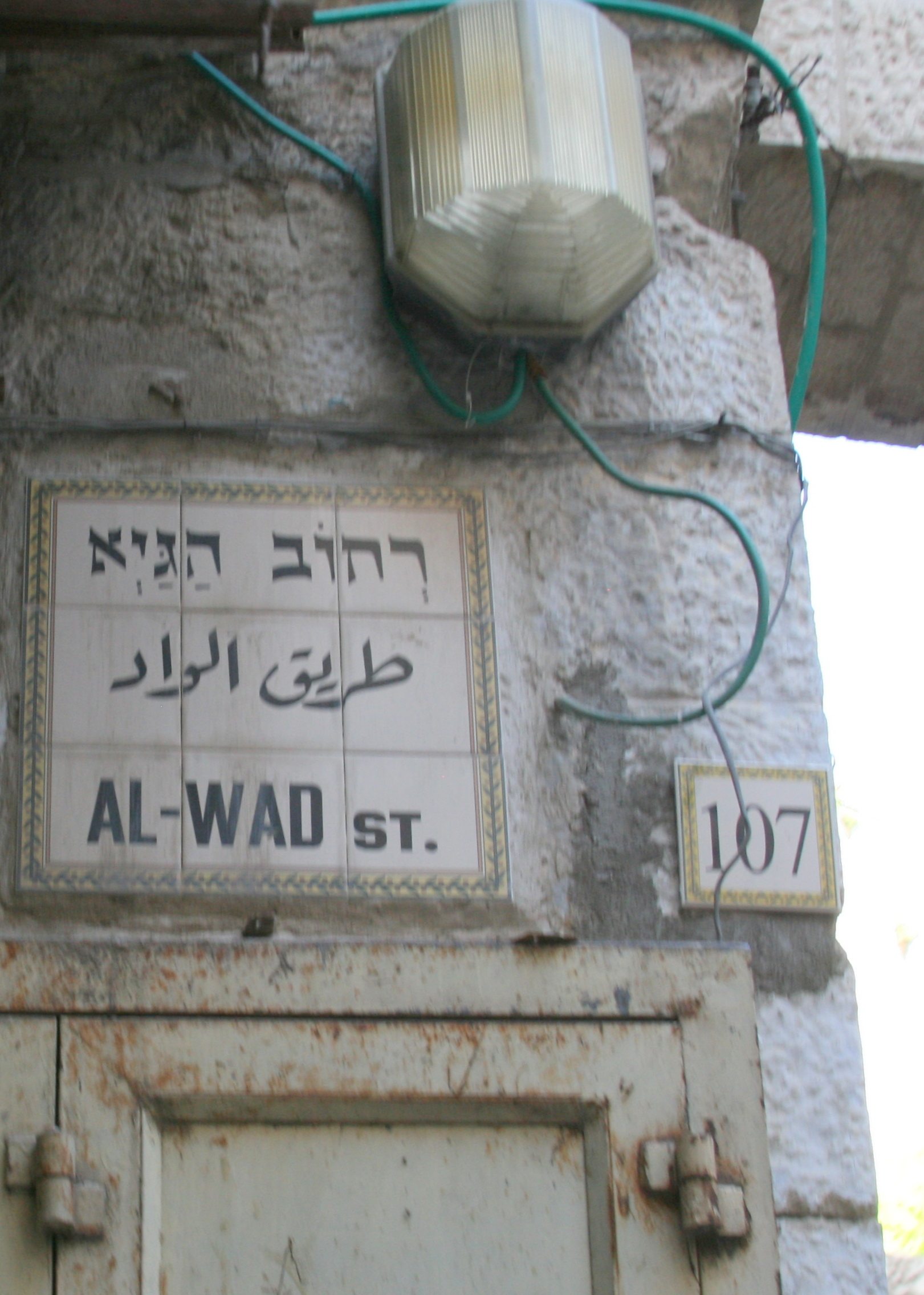
Straßenschild

## Namen
Sowohl der arabische als auch der hebräische Name bedeutet Tal-Weg, bzw. Tal-Straße: arabisch طريق, DMG ṭarīq ‚Weg, Straße‘ bzw. al-wād / الواد / ‚das Tal‘, hebräisch רְחוֹב rəchōv, deutsch ‚Straße‘ bzw. הגיא ha-gai, deutsch ‚das Tal‘. Da sich die Straße im muslimischen Viertel von Jerusalem befindet, wird im Weiteren der arabische Name al-Wad benutzt.
Der Name Tyropöon-Tal kommt aus dem Griechischen: Φάραγγι των τυροποιων = Schlucht der Käsemacher. Dieser Name wird von Flavius Josephus benutzt. Seine Entstehung leitet sich ab von gej ha-aschpot (hebräisch גֵּיא האַשָּׁפוּת Gej ha-Aschpōt, deutsch ‚Tal des Mistes‘), das zum Misttor führt, also ein Abwasserkanal. Dieser Name wurde zu ge-ha-schefot = „Tal des Käses“ verschönert und dann ins Griechische übersetzt.
Außerdem klingen im Namen tyropoion an die hebräischen Ausdrücke ge ha-toref (aramäisch: hilleta de-turpa = Tal der Blöße und der Abfluss aller Schändlichkeiten = kol turpot). Josephus hat versucht dem Namen einen positiven Klang zu geben, der aber eine inhaltliche Unmöglichkeit beinhaltete. In der Antike wurde der Käse da gemacht, wo die Milch anfiel, nämlich bei der Herde und nicht in der Stadt.

## Geographie
Die al-Wad beginnt am Damaskustor und endet am nördlichen Eingang zum Vorplatz der Klagemauer.
Sie ist etwa 670 Meter lang. Vom Damaskustor ausgehend verläuft die al-Wad zunächst in südöstlicher Richtung.
Nach ungefähr 400 Metern kreuzt eine in Ost-West-Richtung verlaufende Straße.
Der westliche Zweig dieser Straße heißt at-Takiyyah Ascent (arabisch عقبة التكية ʿaqbat at-Takiyya ‚Hindernis‘, hebräisch מעלות המדרשה Maʿalōt ha-Midraschah, deutsch ‚Aufstieg des Seminars/Seminarstieg‘). Der östliche Zweig heißt Ala'-ad-Din-Straße (طريق علاء الدين / ṭarīq ʿAlāʾ ad-Dīn / ‚Ala-ad-Din-Weg‘), der hebräische Name bleibt gleich. An dieser Stelle knickt die al-Wad leicht ab und verläuft nun fast direkt nach Süden in 110 Meter Abstand parallel zur Westmauer des Tempelberges. Nach weiteren 270 Metern mündet sie auf den Vorplatz der Klagemauer.
Wenn man vom Damaskustor nach Süden die al-Wad entlang schaut, erkennt man, dass sie sich leicht bergab auf einem Talgrund verläuft. Von dem ursprünglichen Tyropöon-Tal ist nur noch eine flache Senke geblieben, die leicht nach Süden abfällt. Die von Osten und Westen in die al-Wad einmündenden Straßen führen, meistens mit flachen Stufen, nach beiden Seiten sanft bergauf.

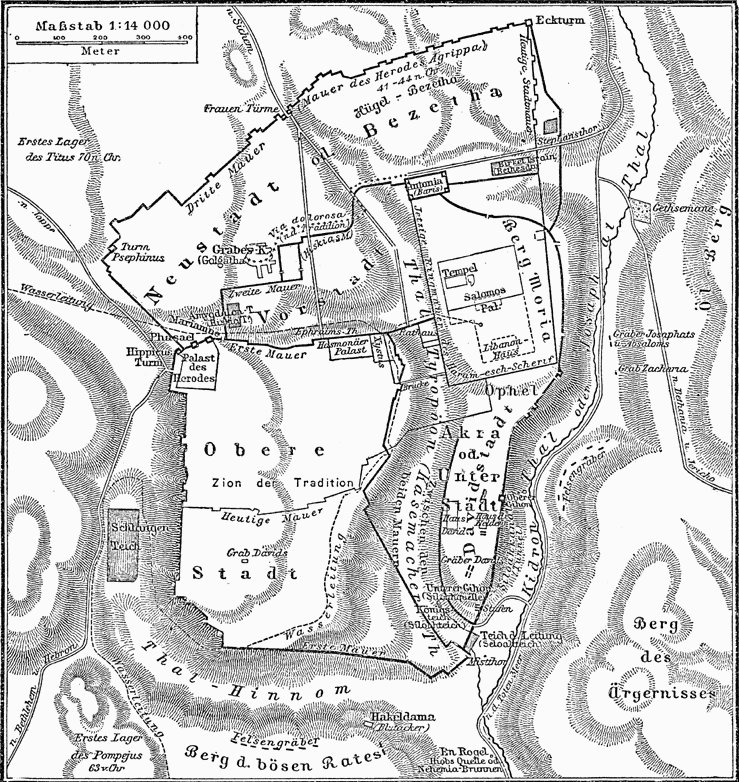
al-Wad im Tyropöon-Tal

## Geschichte

### Zeit bis zur Zerstörung Jerusalems im Jahr 70

Aelia Capitolina

Jerusalem entstand zunächst auf den beiden Hügeln östlich und westlich des Tyropöon-Tals. Die östlichen Hügel waren von Norden nach Süden 770 bis 744 Meter (Tempelberg) hoch. Die westlichen Hügel waren von Norden nach Süden 777 bis 789 Meter hoch. Das Tyropöon-Tal wurde im Laufe der Zeit immer mehr mit Schutt aufgefüllt, so dass nur noch eine flache Mulde blieb.
Die heutige Oberfläche liegt etwa 10 bis 20 Meter höher als zur Römerzeit. Schon zur Zeit Davids standen im Tyropöon Häuser. Allerdings war diese Besiedelung durch enge verwinkelte Gassen gekennzeichnet. Das Tyropöon-Tal war ein typisches Stadt-Tal, das die Stadt in einen westlichen und östlichen Teil zerschnitt. Es wurde einfach als „Das Tal“ bezeichnet, was sich in den heutigen Namen widerspiegelt. Um 21 v. Chr., als der Herodianische Tempel erbaut wurde, floss das Wasser über eine unterirdische Kanalisation durch das Tyropöon ab. Über dieser verlief eine große Zugangsstraße durch das Tal.

### Römerherrschaft ab 70 bis zur arabischen Eroberung im Jahr 638
Nach der Zerstörung Jerusalems durch Titus im Jahr 70 gründete der römische Kaiser Hadrian um das Jahr 130 an diesem Ort die römische Kolonie Aelia Capitolina.
Nach dem bei den Römern üblichen Städtebauschema wurde ein in Nord-Süd-Richtung verlaufender Cardo Maximus angelegt und ein in Ost-West-Richtung verlaufender Decumanus. Cardo und Decumanus kreuzten sich im Stadtzentrum. Der Verlauf des Cardo spiegelt sich in den heutigen Straßen Suq Chan ez-Zeit, dreifacher Suq, Rechov Chabad wider, der Verlauf des Decumanus in den Straßen Tariq Bab as-Silsila, David Street.

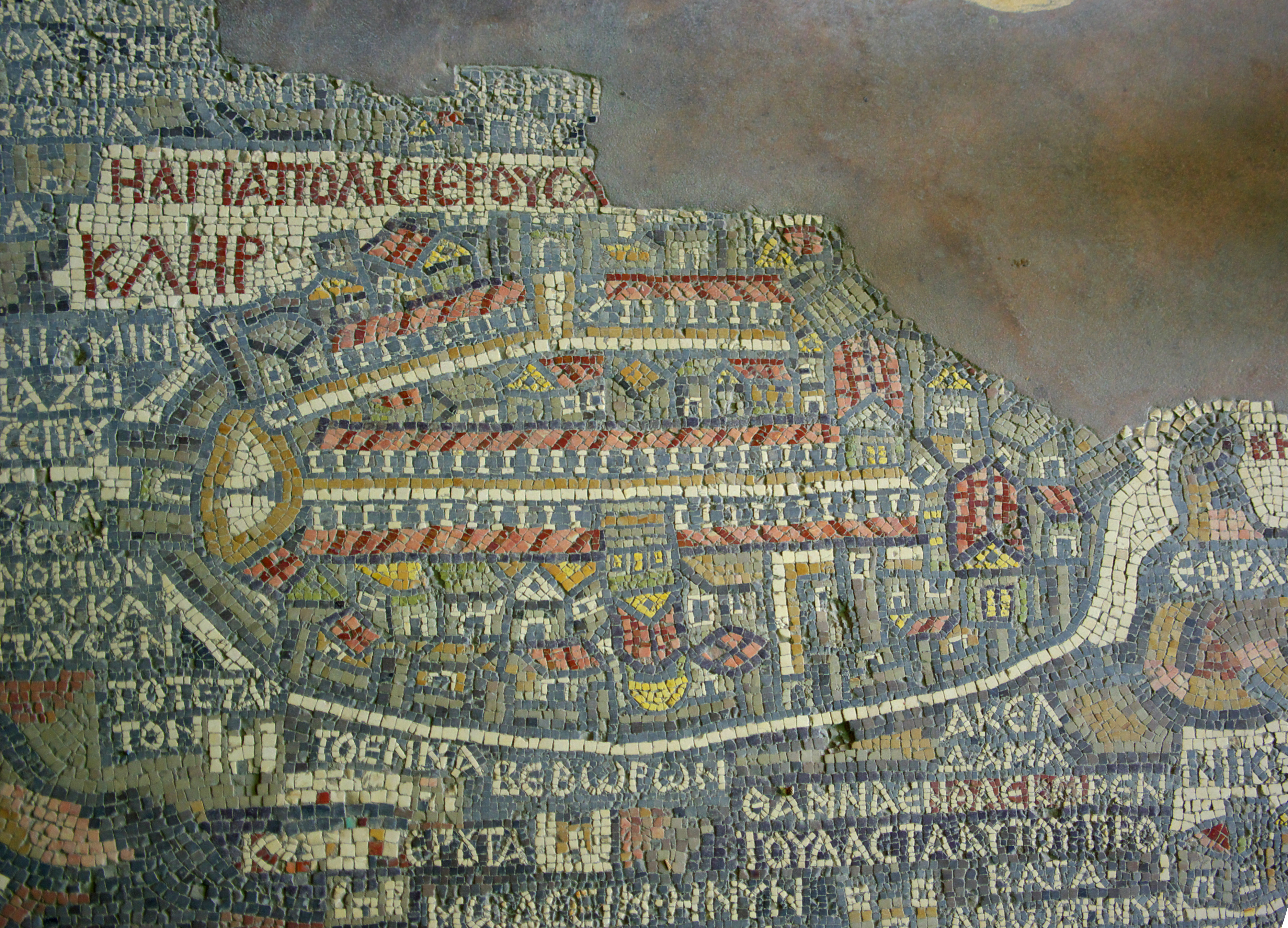
Madabakarte, in der Mitte der Cardo, darüber der Cardo Secundus, heute: al-Wad

Zusätzlich legte man einen Cardo Secundus, einen zweiten Cardo, an, der auf der herodianischen Straße durch das Tal zum Tempelberg führte. Dieser zweite Cardo hat sich in der heutigen Straße al-Wad erhalten.
Auf der Mosaikkarte von Madaba aus dem 6. Jahrhundert ist der Cardo Secundus abgebildet (die obere weiße Linie mit Säulen darüber). Auf der Karte von Madaba sieht man, dass die Ostseite des Cardo Secundus mit einer durchgehenden Säulenreihe verziert war. In dieser römischen Zeit lagen die hauptsächlichen Bauwerke in der Gegend des Cardo und des Decumanus. Am Cardo Secundus gab es nur einige Badehäuser und die Hagia-Sophia- bzw. Pilatuskirche.

### Von 638 bis 18. Jahrhundert
Nach der Eroberung Jerusalems im Jahr 638 durch die Araber wurden auf dem Tempelberg, der nun Haram hieß, der Felsendom und die al-Aqsa-Moschee gebaut. Dadurch bekam die Straße al-Wad große Bedeutung. Von ihr zweigten kurze Nebenstraßen nach Osten ab, die zu den Eingangstoren des Haram und damit zu den wichtigen islamischen Heiligtümern führten.
In der Kreuzfahrerzeit verlor al-Wad wieder an Bedeutung, da die christlichen Heiligtümer im Westen der Stadt lagen. Die al-Wad wurde zu dieser Zeit mehr von Handwerkern und Händlern benutzt. In ihrer Nähe lagen das Gerbertor, die Kürschnergasse, der Viehmarkt und die Schlachthöfe.
Ab dem 13. Jahrhundert begann die mamlukische Zeit. Jetzt gelangte das gesamte Viertel um die al-Wad zu großer islamischer Blüte. An der al-Wad entstanden zahlreiche Pilgerherbergen, Lehrhäuser, Mausoleen, Markthallen, Wasseranlagen und Zugänge zum Haram. Zu dieser Zeit lag die herodianische Straße bereits etwa 10 Meter unter der Oberfläche und die neuen Bauten standen fast auf einer Höhe mit dem Haram.
In der osmanischen Zeit wurde das Viertel nur wenig verändert. Es kamen zwei Hospize, zwei Lehrhäuser, eine Moschee, ein Khan und eine öffentliche Küche hinzu. Suleiman errichtete eine neue Wasserversorgung mit prächtigen Brunnen, die das Gesamtbild des Viertels aber nicht wesentlich veränderte.

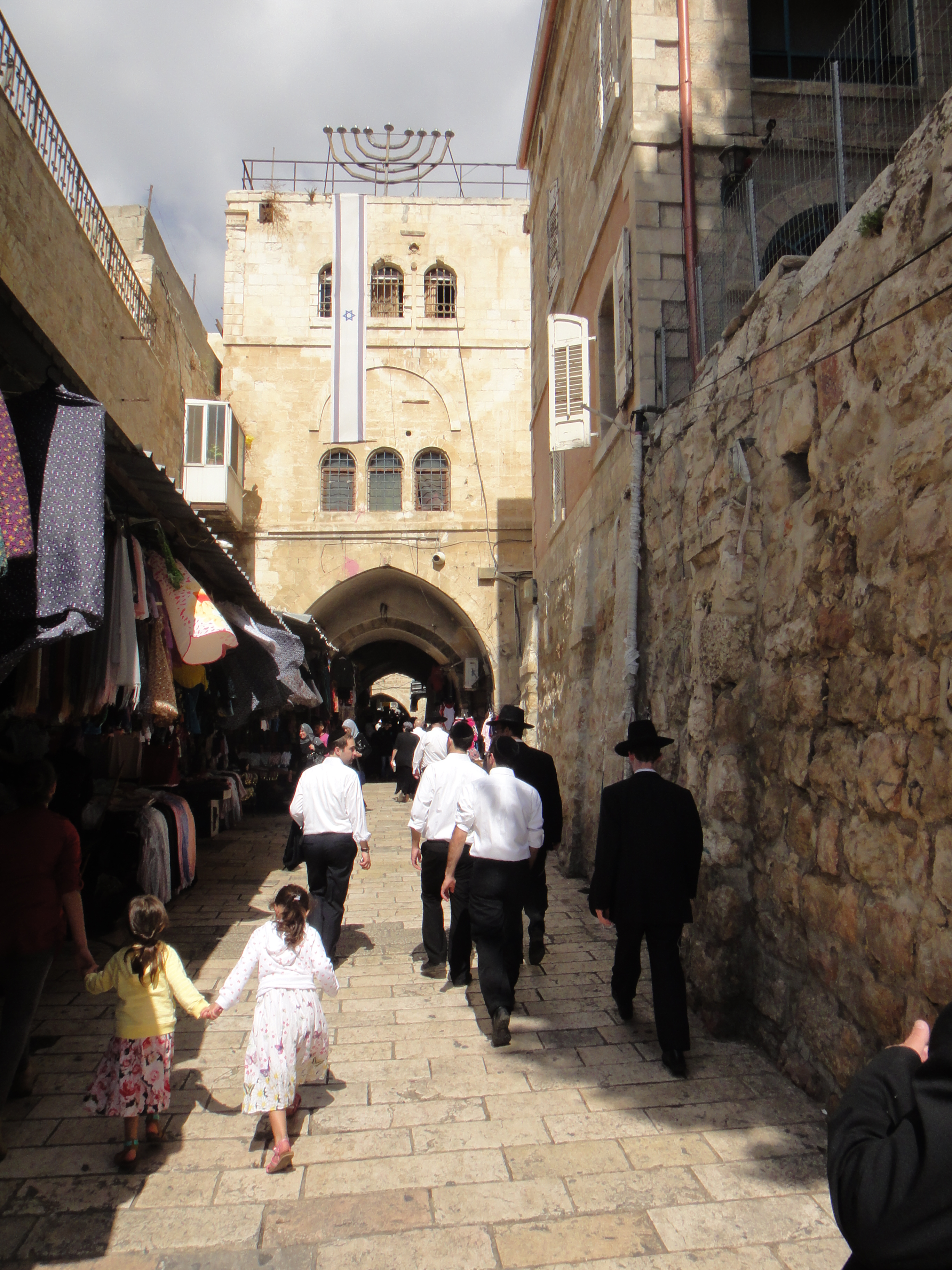
Blick auf das Wittenberg-Haus von Süden

### 19. Jahrhundert bis heute
Im 19. Jahrhundert war das spätere Wittenberg-Haus an der al-Wad ein mediterranes Hotel, ein sozialer und kultureller Treffpunkt.⊙ Zu seinen Gästen gehörte Mark Twain bei seinem Jerusalem-Besuch 1867.
Das Wittenberg-Haus wurde im 19. Jahrhundert vom Juden Mosche Wittenberg gekauft. Es diente als Wohnhaus für Juden, als Bibliothek und als Synagoge. Im Wittenberg-Haus trafen sich Nehamia Rabin und Rosa Cohen, die Eltern von Jitzchak Rabin. 1948 wurde das Wittenberg-Haus von der Jordanischen Regierung als Eigentum des Feindes übernommen.
1986 gelangte es in den Besitz von Ateret Kohanim.
Nun wurde es wieder von Juden bewohnt. 10 jüdische Familien wohnen im Wittenberg-Haus. 1000 Juden, die Hälfte von ihnen Studenten der Jeschivah, wohnen im muslimischen Viertel. 1987 kaufte Ariel Scharon eine Wohnung im Wittenberg-Haus. Später verkaufte Sharon diese Wohnung an das religiöse Seminar.
Eine weitere Verschärfung der religiösen Spannungen gehen von verschiedenen Tempel-Mount-Bewegungen aus. Nach der Zerstörung des Zweiten Tempels erkannten verschiedene jüdische religiöse Autoritäten Gründe an, die das Betreten des Tempelbergs für Juden zu einem Tabu machen. Durch Zerstörung des Tempels und neue Überbauung des Tempelbergs könne man sich nicht orientieren, ob man in Bereichen sei, die Besuchern zu Tempelbestehen offenstanden oder im Raum des ehemaligen eigentlichen Tempelbaus, der nur Hohepriestern vorbehalten war, weshalb es das ganze Plateau zu meiden gilt. Andere Einwände, das Betreten zu unterlassen, beziehen sich darauf, dass die Römer bei Einnahme des Tempelbergs ein Massaker an den eingeschlossenen Anwesenden verübten, dem keine reguläre Beisetzungen der Opfer und keine Reinigung mehr folgten bzw. folgen konnten. Das macht das ganze Bergplateau aus Sicht jüdischer religiöser Autoritäten zu einem unreinen Ort. 1967 bekräftigte der sephardische Oberrabbiner Israels, dass seines Erachtens aus religiöser Sicht die Gründe fortbestehen, den Tempelberg nicht zu betreten. Israel hat diesen religiösen Tabus nie Gesetzesrang eingeräumt. Es obliegt jedem Menschen selbst, ob er sie als bindend empfindet oder nicht.
Zunächst anerkannten fromme Juden die religiösen Tabus, den Tempelberg nicht zu betreten. Seit 2005 entstanden verschiedene Bewegungen frommer Juden, die das anders interpretierten und den Tempelberg täglich zum Beten besuchen. Dies trägt zur Beunruhigung der Palästinenser bei, die den Tempelberg als eine Art letztes Rückzugsgebiet betrachten, das ihnen Freiheit, Rechte und Würde gewährt. Einige Tempel-Mount-Bewegungen organisieren Paraden, auf denen die Teilnehmer Losungen rufen wie: “May the Temple be built, built, built; may the mosque burn, burn, burn.” (deutsch: Möge der Tempel gebaut werden, möge die Moschee brennen.)
Nach 1967 wurden einige jüdische Lehrhäuser, Synagogen und Buchhandlungen an der al-Wad und in ihrer Umgebung eingerichtet. 2008 wurde in der al-Wad das Beit Roi als neue jüdische Residenz gegründet.
Es wurde finanziert vom USA-Geschäftsmann Irving Moskowitz.

## Gewalttätigkeiten in der al-Wad
In der al-Wad begegnen sich täglich religiöse Juden und Muslime, die zu ihren jeweiligen Heiligtümern eilen.
Obwohl die al-Wad und ihre Umgebung streng bewacht werden, kam es immer wieder zu Angriffen von Muslimen auf Juden, teilweise mit tödlichem Ausgang.
- Am 5. April 1920 erstachen Muslime Michael Gross auf der al-Wad. Der in der Nähe wohnende Avraham Shmuel Haramati eilte Michael Gross zu Hilfe und wurde ebenfalls ermordet.[5]
- im September und Oktober 2015 war al-Wad Ort mehrerer Messerangriffe von Muslimen auf Juden.[6] Dabei erstach ein 19-jähriger Muslim aus Ost-Jerusalem einen 15-jährigen Juden in der Nähe des Damaskustores.[6]
- Am 3. Oktober 2015 wurden Aharon Bennett und Nehemia Lavi in der al-Wad erstochen. Lavi wurde erstochen als er Bennett helfen wollte. In den folgenden Tagen fanden trotz erhöhter Sicherheitsvorkehrungen vier weitere Messerattacken von Palästinensern auf Juden statt.[5]

## Gebäude und Sehenswürdigkeiten in der Umgebung der al-Wad

### Damaskustor bis Via Dolorosa
Betritt man die Jerusalemer Altstadt durch das Damaskustor,⊙ so gelangt man auf einen kleinen Platz auf dem flache Stufen sanft bergab führen.
Am Ende dieses Platzes, 60 Meter weiter südlich, gehen zwei Straßen in spitzem Winkel zueinander ab.
Die rechte Straße ist der ehemalige Cardo maximus, heute: Suq Chan ez-Zeit.
Sie führt nach Süden.
Die linke Straße ist der ehemalige Cardo secundus, heute al-Wad.
Sie führt nach Südosten.
An der Straßengabelung befindet sich der osmanische Brunnen Sabil asch-Schurbadschi arabisch سبيل الشوربجي sabil asch-Schurbadschi ‚Brunnen des Schurbija‘, gestiftet 1685.
Er wurde 1969 in die kleine Schurbadschi-Moschee umgewandelt arabisch مسجد الشوربجي masdschid asch-Schurbadschi ‚Moschee des Schurbija‘.⊙
In der al-Wad befindet sich ein Suq, bei dem die Häuser teilweise über die Straße gebaut sind und der Straße einen tunnelartigen Charakter verleihen.
Nach weiteren 60 Metern sieht man ein zweistöckiges Haus, quer über die al-Wad gebaut, auf dem die israelische Fahne weht.
Dies ist das Wittenberg-Haus.
In dem Tunnel, der sich unter diesem Haus befindet geht nach Westen die Straße Ma'ale ha-Tut hebräisch מעלה התות Ma'ale ha-Tut, deutsch ‚Beeren-Treppe‘ ab.
Sie verbindet die al-Wad mit dem Suq Chan ez-Zeit.
Am südlichen Ausgang des Tunnels zweigt der Al Asilah Ascent arabisch عقبة الاصيلة ʿAqbat al-Asila nach Osten ab.
Schaut man von hier zurück Richtung Damaskustor, so hat man einen guten Blick auf das Wittenberg-Haus mit einer großen Menora auf dem Dach und einer langen israelischen Fahne an der Front.
Auf der Straße Al Asilah kann man das Österreichische Hospiz umrunden, ein Weg, der über viele Treppen durch ein palästinensisches Wohngebiet führt.
240 Meter südöstlich vom Damaskustor mündet von Osten kommend die Via Dolorosa ein und verläuft für 70 Meter mit der 3. bis 5. Station des Kreuzweges auf der al-Wad.
Dann zweigt sie nach Westen ab.
Auf der Nordostecke der Einmündung befindet sich das Österreichische Hospiz.⊙
Es trägt die Adresse Via Dolorosa Nr. 37.
Das Grundstück zieht sich 60 Meter entlang der al-Wad bis zur Ecke Via Dolorosa und dann 70 Meter entlang der Via Dolorosa.
Von der Straße aus sieht man nur eine massive, etwa 5 bis 7 Meter hohe Mauer.
Nur direkt auf der Ecke führen einige Stufen zu einer kleinen Tür in der Mauer hinauf.
Hier kann man klingeln und um Einlass bitten.
Die gegenüber liegende Südostecke der Einmündung wird vom Armenischen Katholischen Patriarchat eingenommen.⊙
Hier befindet sich die 3. Station des Kreuzweges.⊙
Gleich daneben kann man durch einen Torbogen mit einer meistens offenen Tür über einen Hof in die Kirche der Schmerzen Mariä gehen, wo sich die 4. Station des Kreuzweges befindet und eine ewige Anbetung gehalten wird.⊙
Die Krypta dieser Kirche stammt aus der Kreuzfahrerzeit und enthält ein Mosaik aus dem 4. bis 6. Jahrhundert.
Wenige Meter weiter zweigt die Via Dolorosa nach Westen ab.
Auf der Südwestecke der Abzweigung befindet sich die 5. Kreuzwegstation.⊙

### Via Dolorosa bis Aqbat at-Takija
Hier beginnt nun das unter dem Abschnitt Geschichte bereits erwähnte aijubidische, mamlukische und osmanische Viertel, das sich auf der Nord- und der Westseite eng an den Tempelberg schmiegt.
Von Westen mündet die Aqbat at-Takija (Ma'alot ha-Midrascha Street).⊙
In der Aqbat at-Takija steht ein dreiportaliger Palast, erbaut 1388, Hausnr. 32.⊙
Gegenüber ein 1398 erbautes überwölbtes Mausoleum, die Fassade ist sehr fein gestaltet, neben Hausnr. 31.⊙
Es wurde für die aus kurdischem Königshaus stammende Dame Tunschuq errichtet.
Östlich schließen sich eine Suppenküche für arme Pilger, ein Sufi-Kloster und eine Karawanserei mit Ställen an.⊙
Diese wohltätige Einrichtung heißt Haseki-Sultan-Imaret und wurde von der Lieblingsfrau Suleimans, Haseki Sultan, 1552 gestiftet. Seit 2015 wurde in diesem Gebäudekomplex eine islamische Oberschule für arabische Waisenkinder eingerichtet. In seinem Hof befindet sich der 1552 erbaute osmanische Brunnen Sabil Haseki Sultan.
In der Nähe der südwestlichen Ecke der Kreuzung befindet sich ein Schulgebäude mit einer Konche als oberem Abschluss.
Es wurde 1540 von Amir Bairam Dschawisch errichtet.
Zwischen roten und beigen Steinen befinden sich Lagen aus Blei.
Daher wird das Gebäude auch „Hochschule des Bleis“ genannt.⊙
Die Aqbat at-Takija setzt sich auf der Ostseite der al-Wad nach Osten fort.
Sie heißt hier Ma'alot ha-Midrascha bzw. Ala e-Din Street und trägt auch die Namen „Tariq Bab an-Nazir“ und „Tariq Bab al-Habs“.
Sie führt zum Rats-Tor.⊙
Dieses wurde auch „Bab an-Nazir“ und „Bab al-Habs“ genannt.
„Bab an-Nazir“ bedeutet Tor des Inspektors und „Bab al-Habs“ bedeutet Tor des Gefängnisses.
In dieser Gasse lagen Gebäude, die den Aufsehern des Haram gehörten und als Gefängnisse dienten.

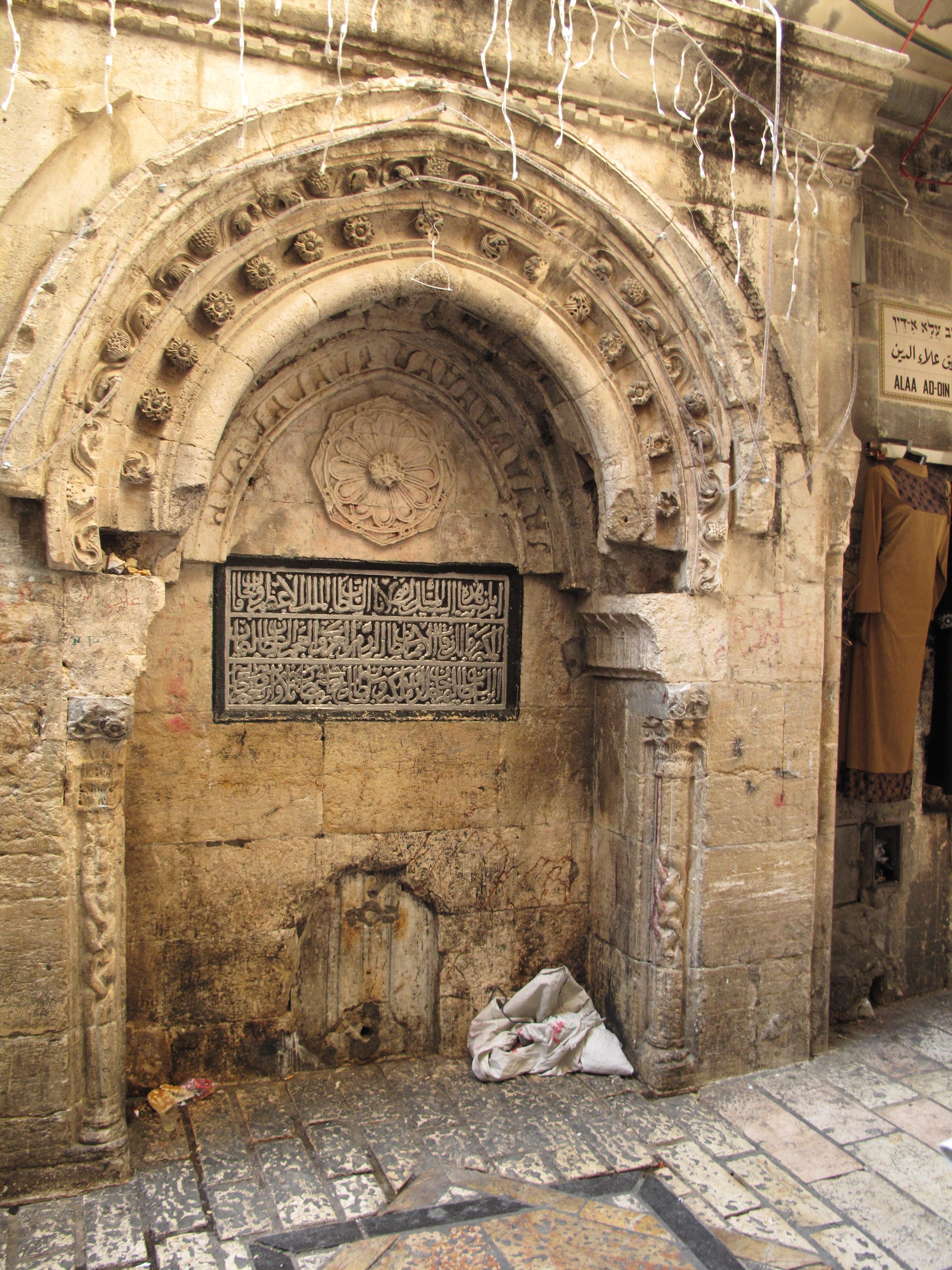
Sabil an-Nazir

Ein Brunnen (Sabil) aus Suleimans Zeit mit gewundenen Säulen und einem mit Rosetten und Girlanden gestalteten Bogen befindet sich an der Nordostecke der Einmündung von Tariq Bab an-Nazir in die al-Wad. Er trägt die Namen Sabil an-Nazir und Sabil al-Haram. Erbaut wurde er im Jahr 1537⊙.
Auf der Südseite des Tariq Bab an-Nazir befindet sich das Ribat al-Mansuri, ein aijubidisches Pilgerhospiz.
Auf seiner Nordseite steht der Palast des Superintendenten der beiden Haram und des osmanischen Gouverneurs.
Östlich davon wieder ein Pilgerhospiz, die Ribat des Ala ad-Din. Es wurde 1267 gebaut.
Ala ad-Din war Oberaufseher der Haram in aijubidischer Zeit.
Er erblindete und wurde seit dem 16. Jahrhundert als Scheich und Heiliger verehrt.
Das Bab an-Nazir wurde in seiner jetzigen Form mit dem halbrunden Bogen im 13. Jahrhundert erbaut.
Ursprünglich geht es wohl auf die omaijadische Zeit zurück.
Seine Torkammer beherbergt den Eingang zum Waqf.

### Aqbat at-Takija bis Tariq Bab al-Hadid
Die nächste nach Osten abgehende Gasse ist die Tariq Bab al-Hadid arabisch طريق باب الحديد Tariq Bab al-Hadid ‚Weg des Eisentores‘,  hebräisch שער הברזל Scha'ar ha-Barsel, deutsch ‚Eisentor‘.⊙
Sie ist sehr schmal und steigt langsam mit flachen Stufen zum Bab al-Hadid  (Tor des Eisens) an.
Teilweise ist sie von den angrenzenden Häusern überbaut, so dass sie wie ein enger, dunkler Tunnel unter ihnen hindurch führt.
Auf ihrer Nordseite befindet sich das Department of Islamic Archeologie.⊙
Ursprünglich war dieses Haus die Madrasa und Ribat Dschauharija, erbaut im Jahr 1440.
Östlich davon schließt sich die 1293 erbaute Ribat al-Amir Kurt al-Mansuri an.⊙
Das Bab al-Hadid schließt die Gasse nach Osten ab.⊙
Es ist von israelischen Soldaten bewacht, die nur Muslimen den Durchgang zum Tempelberg erlauben.
Das Bab al-Hadid wurde 1345 von al-Umari erstmals erwähnt, geht aber wohl in vormamelukische Zeit zurück.
Wenn man nach links zwischen Bab al-Hadid und Ribat al-Amir Kurt al-Mansuri hindurch geht, gelangt man in einen Hof, der nach Osten von einem Stück der Tempelmauer begrenzt wird.
Dieses Stück Tempelmauer wird die kleine Klagemauer (hebräisch הכותל הקטן ha-kotel ha-katan) genannt.⊙
Besonders in den Abendstunden von Festtagen, z. B. zum Laubhüttenfest, kann man hier chassidische Familien sehen, die religiöse Tänze und Zeremonien abhalten.
Die Frauen und Kinder stehen am Rand herum und schauen zu, während in der Mitte die Männer tanzen und singen.
Stärkere Einheiten israelischer Soldaten bewachen das Ganze.
Auf der Südseite der Tariq Bab al-Hadid  befinden sich drei mamelukische Lehrhäuser.
Sie tragen die Namen von hohen Beamten Kairoer Sultane.
Die Madrasa Arghunija wurde 1358 erbaut.⊙
In den Jahren von 1354 bis 1380 entstand die Madrasa Chatunija⊙ und in den Jahren 1480 bis 1481 die Madrasa Muzhirija.⊙

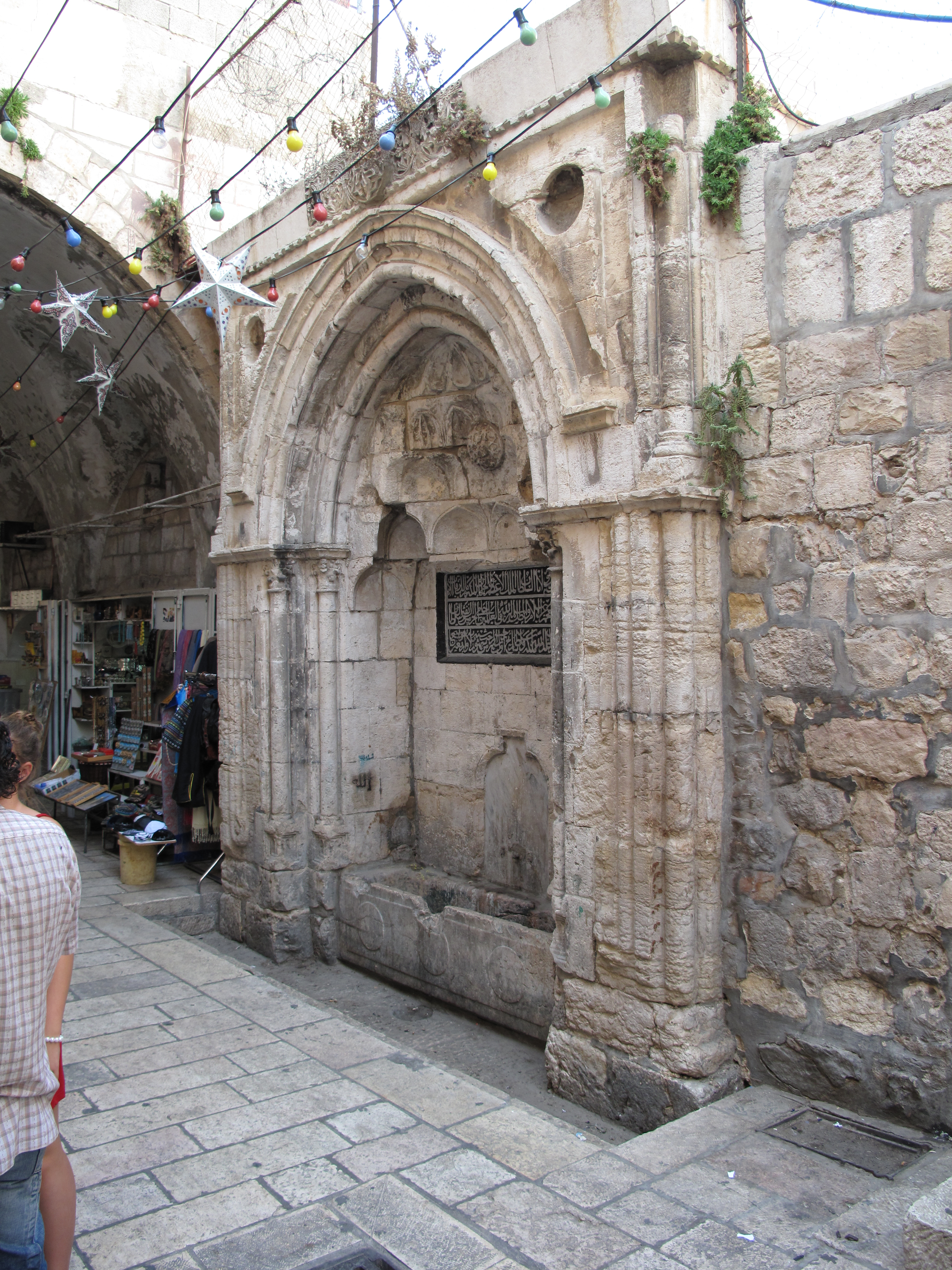
Sabil Al-Wad

### Tariq Bab al-Hadid bis Platz vor der Klagemauer
Der nach Osten abzweigende Suq al-Qattanin⊙, Gasse der Baumwollhändler, führt zum Bab al-Qattanim.
Diese Gasse bildet eine 95 Meter lange Markthalle mit 30 Gewölben.
Über den Läden auf beiden Seiten der Gasse befinden sich Wohnungen.
Außerdem gibt es in der Gasse zwei große von antiken Wasserleitungen gespeiste Badehäuser.
Diese wurden nach den Bauinschriften auf den Torflügeln in den Jahren 1335 bis 1336 vom syrischen Gouverneur Saif ad-Din Tankiz errichtet.
Am Anfang der Gasse auf der südlichen Seite befindet sich der Eingang zur Al-Quds-Universität.⊙
Die Gasse war als Zentrum des geschäftlichen Lebens der mamlukischen Stadt geplant.
Gleichzeitig sollte sie für andere Stiftungen des Erbauers die finanzielle Grundlage bilden.
Ihre Ursprünge stammen aus der Zeit der Kreuzfahrer, wie man an der Fuge zwischen dem 15. und dem 16. Joch, am groben Mauerwerk er unteren Steinlagen und an den flachen Giebelbögen erkennt.
Tankiz übernahm die alten Fundamente, baute auf ihnen Wohngeschosse und führte sie bis an die Tempelmauer weiter.
Die Gasse führt zunächst nach Osten zum Bab al-Qattanim⊙ und setzt sich dann nach Süden entlang der Westseite des Tempelberges fort.
Das Bab al-Qattanim ist das prächtigste der westlichen Tore, kann aber nur vom Tempelberg aus besichtigt werden, da es verschlossen ist.
Wenige Meter südlich der Einmündung der Gasse der Baumwollhändler mündet von Westen die al-Chalidija-Straße⊙.
Bei ihrer Einmündung wurde 1972 eine Kirche aus der Zeit der Kreuzfahrer wiederentdeckt.⊙
Diese Kirche wurde aufgrund einer Urkunde von 1186 als St. Johannes Evangelista-Kirche identifiziert (zunächst irrtümlich als St. Julian-Kirche).
Südlich der Mündung der al-Chalidija-Straße führt die al-Wad unter einem breiten Gewölbe hindurch.
Direkt südlich des Gewölbes befindet sich auf der Ostseite der al-Wad ein weiterer osmanischer Brunnen⊙ aus der Zeit Suleimans.
Dieser Brunnen trägt die Namen Sabil Suq al-Qattanim und Sabil al-Wad.
Er wurde 1536 erbaut.
Quer über die al-Wad führt auf einer Brücke die Tariq Bab as-Silsila, Straße des Kettentores.
Josephus schreibt, dass sich an dieser Stelle die alte und die 1. Mauer befand und dass hier in hasmonäischer und herodischer Zeit eine Brücke gebaut wurde, die von der Oberstadt durch ein Doppeltor zum Tempelplatz führte.
Brücke und Tor wurden im 1. jüdischen Krieg zerstört und in omajadischer Zeit wieder errichtet.
Der Tariq Bab as-Silsila führt über diese Brücke zum Bab as-Silsila, Kettentor, und zum Bab al-Sakina, Tor der Einwohnung Gottes.
Die al-Wad führt unter diesen Brückengebäuden in Form eines Tunnels hindurch zum Platz vor der Klagemauer.⊙
In diesem Tunnel kann durch Schächte die ursprüngliche römische Straße aus dem 2. bis 6. Jahrhundert besichtigt werden.